# Atletiekunie
De Koninklijke Nederlandse Atletiek Unie of kortweg de Atletiekunie is de Nederlandse atletiekbond, opgericht op 28 april 1901, in café 'De Karseboom' in de Amsterdamse Kalverstraat onder de naam "Nederlandse Atletiek Unie". Zij is de opvolger van de Nederlandse Athletiekbond, die P.J. Lukwel in 1895 had opgericht na de splitsing van de Nederlandsche Voetbal en Athletiek Bond opgericht in 1899, en zich op 28 april 1901 ophief.
De eerste voorzitter van de Atletiekunie was W.C.Hartmann. In 1926 ontving de Unie het predicaat Koninklijk en werd het KNAU. In 2007 werd de afkorting "KNAU" vervangen door "Atletiekunie". In 2012 waren er circa 135.000 leden, 300 verenigingen en 75 stichtingen aangesloten.
Bekende (oud-)bestuursleden zijn Adriaan Paulen, Jo Moerman, Ellen van Langen, Chiel Warners, Sylvia Barlag en Esther Akihary.
Officiële publicaties van de bond en zijn voorgangers werden geplaatst in de tijdschriften Het Sportblad en De Athleet, en daarna in een eigen publicatie genaamd de Atletiekwereld.

## Ledenaantallen
Hieronder de ontwikkeling van het ledenaantal en het aantal verenigingen:
| Jaar | Ledenaantal | Verenigingen |
| ---- | ----------- | ------------ |
| 2023 | 118.351     |              |
| 2022 | 120.363     |              |
| 2021 | 120.809     |              |
| 2020 | 123.333     |              |
| 2019 | 131.379     | 379          |
| 2018 | 136.663     | 388          |
| 2017 | 139.486     | 389          |
| 2016 | 140.026     | 390          |
| 2015 | 140.271     | 376          |
| 2014 | 140.116     | 361          |
| 2013 | 142.669     | 361          |
| 2012 | 137.425     | 358          |
| 2011 | 137.617     | 294          |
| 2010 | 134.359     | 290          |
| 2009 | 133.057     | 289          |
| 2008 | 127.639     | 289          |
| 2007 | 126.413     | 285          |
| 2006 | 123.408     | 282          |
| 2005 | 108.934     | 278          |
| 2004 | 102.824     | 274          |
| 2003 | 97.925      | 285          |
| 2002 | 95.026      | 277          |
| 2001 |             | 275          |
| 1999 | 87.698      | 271          |
| 1996 | 81.653      | 271          |
| 1993 | 76.652      |              |
| 1990 | 71.003      |              |
| 1987 | 53.671      |              |
| 1984 | 43.149      |              |
| 1981 | 35.045      |              |
| 1978 | 38.407      |              |